# بوزلودزا
بوزلودزا هو قمة جبلية يقع في وسط جبال البلقان في بلغاريا،يبلغ أرتفاع الجبل 1432 متر.